# Franc Forstnerič
 Franc Forstnerič (* 1. Mai 1958 in Ljubljana) ist ein slowenischer Mathematiker und Hochschullehrer an der Universität Ljubljana. Er befasst sich mit komplexer Analysis in mehreren Variablen und Geometrie.

## Karriere
Forstneric studierte Mathematik an der Universität Ljubljana mit dem Abschluss 1980 und wurde 1985 an der University of Washington in Seattle, an der er als Fulbright-Stipendiat war, bei Edgar Lee Stout promoviert (Proper Holomorphic Mappings in Several Complex Variables). 1986 wurde er Assistant Professor und 1989 Associate Professor in Ljubljana. 1991 bis 1993 (und zuvor 1988) wurde er Gastprofessor an der University of Wisconsin-Madison, an der er 1993 Associate Professor mit tenure wurde und 1994 eine volle Professur erhielt. Außerdem erhielt er 1994 in Ljubljana eine volle Professur (in Abwesenheit). 2007 bis 2009 und 2011 bis 2013 war er in Ljubljana Dekan der mathematisch-physikalischen Fakultät.
Er war Gastwissenschaftler und Gastprofessor an der Universität der Provence in Marseille (1986), am Mittag-Leffler-Institut (1987/88), am Max-Planck-Institut für Mathematik in Bonn (1990), an der Universität Lille (1994), Rom-Tor Vergata (2007), Bern (2007), am Centre for Advanced Study in Oslo (2016), an der Stanford University (2019), an der Universität Adelaide und der Universität Granada.

## Werk
In der komplexen Analysis befasste er sich in den 1980er Jahren zunächst mit holomorphen Abbildungen zwischen Gebieten, deren Regularität auf Rändern und ihren Erweiterungen. Er konstruierte wirklich-holomorphe Einbettungen von stark-pseudokonvexen Gebieten in Bälle und bewies, dass jede wirklich-holomorphe Abbildung zwischen Bällen, die am Rand genügend regulär ist, rational ist. Außerdem begann er mit dem Studium gruppeninvarianter holomorpher Abbildungen von Bällen, was Ausgangspunkt für die Untersuchung holomorpher Abbildungen (Existenzfragen, Regularität, Klassifikation) zwischen Gebieten unterschiedlicher Dimension wurde. In den 1990er Jahren befasste er sich mit Andersén-Lémpert-Theorie, die Automorphismen zwischen komplexen euklidischen Vektorräumen und einigen anderen komplexen Mannigfaltigkeiten mit Flüssen vollständiger holomorpher Vektorfelder behandelt. Außerdem befasste er sich mit den modernen Erweiterungen des Oka-Grauert-Prinzips, initiiert 1989 durch Michail Leonidowitsch Gromow. Anfangs arbeitete er dabei mit seinem Doktoranden Jasna Prezelj. In diesem Zusammenhang führte er 2009 eine neue Klasse von sogenannten Oka-Mannigfaltigkeiten ein, die in einem präzisen homotopietheoretischen Sinn dual zu Stein-Manngifaltigkeiten sind und ein Gegenstück zu hyperbolischen Mannigfaltigkeiten. Darüber veröffentlichte er 2011 eine Monographie. Außerdem konstruierte er nichtkritische holomorphe Funktionen auf Stein-Mannigfaltigkeiten und -räumen.
Ab 2012 befasste er sich mit der Theorie von Minimalflächen in euklidischen Räumen. Dabei arbeitete er mit Antonio Alarcón und Francisco J. López von der Universität Granada zusammen, unter anderem in der Approximationstheorie und Homotopietheorie von Minimalflächen. Dabei gelang ihnen auch ein bedeutender Fortschritt beim Calabi-Yau-Problem für Minimalflächen. Sie zeigten, dass jede Riemannfläche endlichen Geschlechts mit höchstens abzählbar vielen Randkurven die konforme Struktur einer beschränkten vollständigen Minimalfläche im {\displaystyle \mathbb {R} ^{3}} mit Jordankurven-Rand hat. Außer in euklidischen Räumen fanden die Techniken auch Anwendung in holomorphen Kontaktgeometrien.

## Ehrungen und Mitgliedschaften
1988 erhielt er den Boris Kridric Preis der Republik Slowenien. 2019 erhielt er den Stefan Bergman Preis der American Mathematical Society. Für 2020/21 wurde er zum Plenarsprecher auf dem 8. ECM ausgewählt.
1999 wurde er assoziiertes und 2005 volles Mitglied der Slowenischen Akademie der Wissenschaften.

## Schriften (Auswahl)
- Embedding strictly pseudoconvex domains into balls, Transactions of the American Mathematical Society, Band 295, 1986, S. 347–368
- Proper holomorphic maps from balls, Duke Mathematical Journal, Band 53, 1986, S. 427–441
- mit J. P. Rosay: Localization of the Kobayashi metric and the boundary continuity of proper holomorphic mappings, Mathematische Annalen, Band 279, 1987, S. 239–252
- Analytic disks with boundaries in a maximal real submanifold of {\displaystyle \mathbb {C} ^{2}}, Annales de l'institut Fourier, Band 37, 1987, S. 1–44
- Polynomial hulls of sets fibered over the circle, Indiana University Mathematics Journal, Band 37, 1988, S. 869–889
- Extending proper holomorphic mappings of positive codimension, Inventiones Mathematicae, Band 95, 1989, S. 31–61
- Complex tangents of real surfaces in complex surfaces, Duke Math. J., Band 67, 1992, S. 353–376
- mit J. P. Rosay: Approximation of biholomorphic mappings by automorphisms of {\displaystyle \mathbb {C} ^{n}}, Inventiones Mathematicae, Band 112, 1993, S. 323–349
- Proper holomorphic mappings: a survey, in: Several complex Variables, Band 38, 1993, S. 297–363 (Proc. Mittag-Leffler-Institut 1987/88)
- Actions of ({\displaystyle \mathbb {R} },+) and ({\displaystyle \mathbb {C} },+) on complex manifolds, Mathematische Zeitschrift, Band 223, 1996, S. 123–154
- Interpolation by holomorphic automorphisms and embeddings in {\displaystyle \mathbb {C} ^{n}}, Journal fo Geometric Analysis, Band 9, 1999, S. 93
- mit J. Prezelj: Oka's principle for holomorphic submersions with sprays, Arxiv 2001
- mit J. Prezelj: Oka's principle for holomorphic fiber bundles with sprays, Arxiv, 2003
- The homotopy principle in complex analysis: a survey, Contemporary Math., Band 332, 2003, S. 78–199, Arxiv
- Noncritical holomorphic functions on Stein manifolds, Acta Mathematica, Band 191, 2003, S. 143–189, Arxiv
- mit Barbara D. Drnovšek: Holomorphic curves in complex spaces, Duke Math. J., Band 139, 2007, S. 203–253, Arxiv
- Oka manifolds, Compte Rend. Acad. Sci. Paris, Band 347, 2009, S. 1017–1020, Arxiv
- Stein manifolds and holomorphic mappings, Springer 2011, 2017
- mit F. Lárusson: Survey of Oka theory, New York J. Math. A, Band 17, 2011, S. 11–38, Arxiv
- Oka manifolds: From Oka to Stein and back, Ann. Fac. Sci. Toulouse Math., Band 22, 2013, S. 747–809,  Arxiv